# Amma Twum-Amoah
Amma A. Twum-Amoah là một nhà ngoại giao Ghana, người đã làm việc cho các quan hệ đối ngoại của Ghana trong các năng lực khác nhau và hiện là Đại sứ của Ethopia của Ghana. Bà trở thành Bộ trưởng/Trưởng ban Chancery của Đại sứ quán Ghana tại Washington, DC tại Hoa Kỳ vào ngày 17 tháng 11 năm 2012.

## Tuổi thơ
Amma Twum-Amoah từng là Trưởng ban truyền giáo cho đại sứ quán từ ngày 1 tháng 2 năm 2014 đến ngày 16 tháng 10 năm 2014, trước khi Trung tướng Joseph Henry Smith được bổ nhiệm làm Đại sứ Ghana tại Hoa Kỳ.
Twum-Amoah từng là Giám đốc của Văn phòng Nghị định thư cho Bộ Ngoại giao và Hội nhập khu vực từ tháng 6 năm 2011 đến tháng 11 năm 2012. Twum-Amoah hiện đang làm Đại sứ của Ghana tại Ethiopia. Twum-Amoah hiện đã kết hôn với Paul Amoah và có ba người con: Papa Amoah, Maame Amoah và Ewuradjoa Amoah.

## Sự nghiệp
Amma trước đây đã từng phục vụ trong các vị trí quan trọng của chính phủ và chính phủ ở Ghana và giữ một chức vụ ngoại giao tại Úc với tư cách là Bộ trưởng-Tham tán/Quyền Cao ủy, cho Cao ủy Ghana tại Canberra ở Úc từ tháng 10 năm 2005 đến tháng 2 năm 2006.
Trong thời gian làm việc tại Úc, bà đã lãnh đạo một nhóm gồm bốn Viên chức để mở lại Ủy ban cao cấp Ghana tại Canberra và đại diện cho Chính phủ Ghana tại Úc cho đến khi có một Ủy viên cấp cao thực thụ vào tháng 3 năm 2006 với tư cách là ông Kofi xuất sắc Sekyiamah.
Nhà ngoại giao Ghana đã từng là Cố vấn/Trưởng ban Chancery cho Phái đoàn Thường trực Ghana tại Liên Hợp Quốc tại Geneva, Thụy Sĩ từ tháng 9 năm 2000 đến tháng 8 năm 2002. Tại Geneva Amma là thành viên của phái đoàn Ghana trình bày báo cáo về phân biệt đối xử nhân quyền. Bà là thành viên của nhóm trình bày báo cáo của Cuộc họp lần thứ 9 của Ban điều phối chương trình của Chương trình Liên hợp quốc về HIV/AIDS, Geneva, vào tháng 5 năm 2000.
Bà đã tổ chức Tổng thống Ghana John Dramani Mahama khi ông tham dự Hội nghị thượng đỉnh các nhà lãnh đạo châu Phi của Hoa Kỳ năm 2014 với tư cách là Đại sứ diễn xuất. Cũng trong thời gian đó, đội tuyển bóng đá quốc gia Ghana đã đến thăm Hoa Kỳ trên đường đến  FIFA World Cup 2014 ở Brazil.
Bộ trưởng Twum-Amoah cũng đã phục vụ các dân tộc Ghana trong các năng lực sau: Phó Cục trưởng Cục Nghiên cứu và hoạch định chính sách tại Bộ Ngoại giao tại Accra từ tháng 10 năm 2004 đến tháng 10 năm 2005, trong đó bà xử lý các yêu cầu thỏa thuận cho các phái viên mới đến Ghana trong số các nhiệm vụ khác cho đến tháng 9 năm 2002 đến tháng 3 năm 2003 khi bà trở thành Giám đốc Quyền cho Bộ đó.
Bà Twum-Amoah hiện cũng là người đứng đầu Phái đoàn Thường trực của Ghana tại Liên minh Châu Phi.